# 고흥도덕중학교
고흥도덕중학교(高興道德中學校)는 대한민국 전라남도 고흥군 도덕면 신양리에 있는 공립 중학교이다.

## 학교 연혁
- 1979년 1월 31일 : 고흥도양동중학교 설립 인가
- 1979년 3월 1일 : 초대 양정자 교장 취임
- 1979년 3월 7일 : 고흥도양동중학교 개교
- 1983년 3월 28일 : 고흥도덕중학교로 교명 개칭
- 2023년 3월 1일 : 제16대 김영미 교장 부임
- 2024년 1월 5일 : 제43회 11명 졸업 (총 졸업생 3,579명)

## 참고 자료
- 고흥도덕중학교 - 한국교육학술정보원 학교알리미